# High Level Bridge
Die High Level Bridge ist eine kombinierte Straßen- und Eisenbahnbrücke über den Tyne zwischen Newcastle upon Tyne und Gateshead in Nordostengland.

## Konstruktion
Die Brücke wurde nach einem Entwurf von Robert Stephenson in den Jahren 1847 bis 1849 gebaut und ist das erste größere Beispiel einer schmiedeeisernen Stabbogenbrücke. Sie ist eine dauerhafte technische Lösung für ein schwieriges Problem: die Überquerung eines 408 m breiten Tales mit einem 156 m breiten Fluss darin. Die High Level Bridge hat sechs Felder von 38,1 m Länge, die auf gemauerten Pfeilern mit einem Querschnitt von 14 × 4,9 m und einer Höhe von bis zu 40 m ruhen. Die gemauerten Vorlandbrücken auf beiden Seiten haben jeweils vier Öffnungen von 11 m Weite. Die Straßenfahrbahn und zwei Fußwege belegen das untere Deck der Brücke, 26 m über der Hochwassermarke, und die Eisenbahn das obere Deck, 34 m über der Hochwassermarke. Das Gesamtgewicht der Konstruktion beträgt 5.000 t.
Eine zeitgenössische Enzyklopädie beschreibt die Brücke folgendermaßen:
Jede Flussöffnung wird von vier gebogenen gusseisernen Rippen mit horizontalen Zugbändern überspannt. Die Fahrbahn befindet sich zwischen zwei Rippen, die etwa 6 m voneinander entfernt sind; und auf jeder Seite der Fahrbahn befinden sich Fußwege in einem Raum von 2 m Breite zwischen den mittleren und den äußeren Rippen. Die obere Eisenbahnplattform ruht auf den Bögen der Rippen, während die untere Straßenfahrbahn von den Rippen mit schmiedeeisernen Stäben abgehängt ist. Jede der gebogenen Rippen wurde in fünf Teilen gegossen. Neben den Zugbändern sind die Bögen durch horizontale und vertikale Verbände ausgesteift, während sich diagonale Aussteifungen in den Zwickeln befinden, also den Räumen zwischen den Bögen und den Balken, welche die Eisenbahn tragen. Auf den Stützen in den Zwickeln liegen in Längsrichtung Träger, von denen aus sich andere quer zu den Bögen erstrecken. Das Ganze hat so einen völlig starren Charakter und trägt erfahrungsgemäß die schwersten Lasten ohne Durchbiegung.

## Geschichte

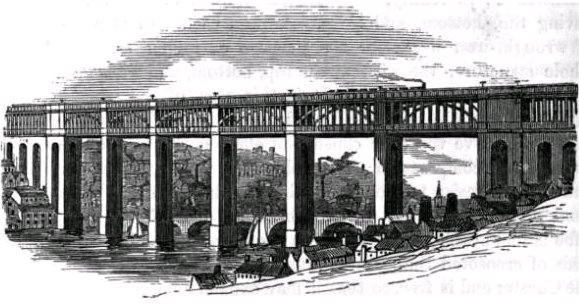
Die High Level Bridge, dahinter die Steinbrücke von 1781; Blick von Gateshead in Richtung Nordost (ca. 1852)

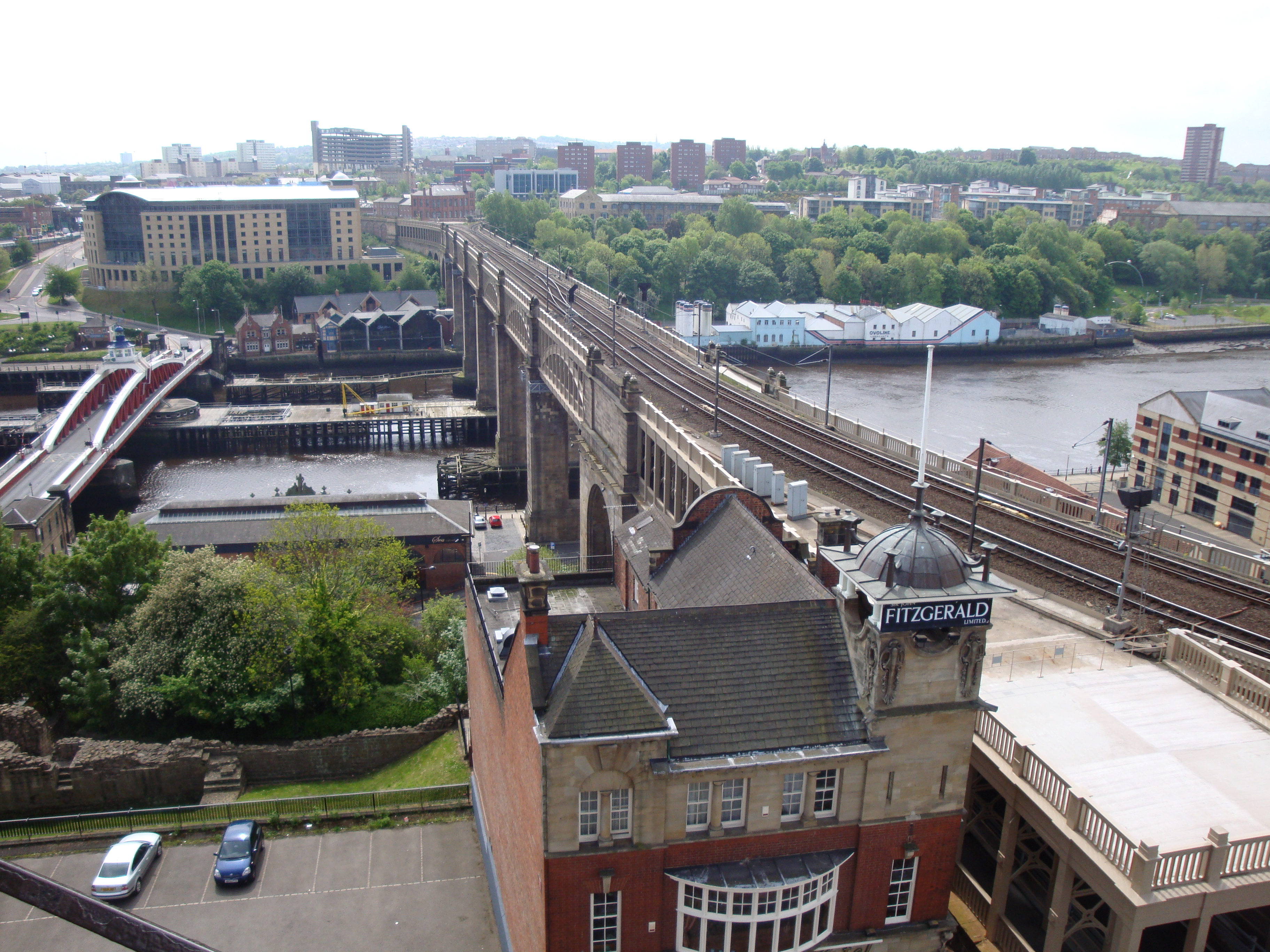
Blick vom Burgturm (2009)

Die Brücke wurde für die York, Newcastle and Berwick Railway erbaut und schloss, zusammen mit Stephensons Royal Border Bridge in Berwick upon Tweed, eine der letzten Lücken in der Bahnstrecke von London nach Edinburgh, die heute als East Coast Main Line bezeichnet wird. Die Brücke wurde ohne besondere Zeremonie am 15. August 1849 für den Bahnverkehr freigegeben. Sie wurde am 27. September 1849 durch Königin Victoria offiziell eröffnet und am 4. Februar 1850 für Straßenfahrzeuge und Fußgänger freigegeben.
Die Baukosten betrugen insgesamt 491.153 £, aufgegliedert wie folgt: Die eigentliche Brücke kostete 243.096 £; darin enthalten sind 112.000 £ für Metallarbeiten, die von Hawks, Crawshay & Co (und Subunternehmen) ausgeführt wurden. Die Vorlandbrücken kosteten 113.057 £, und auf den Kauf der benötigten Grundstücke sowie Entschädigungen – darunter solche für 650 Familien in Newcastle und 130 in Gateshead, die umgesiedelt werden mussten – entfielen 135.000 £.
Stephensons High Level Bridge wurde später konstruiert, aber früher fertiggestellt, als seine ebenso innovative Britannia Bridge (erbaut 1846 bis 1850) über die Menaistraße. Sie kann als eine zweite und elegantere Version der Britannia Bridge angesehen werden und beeinflusste Isambard Kingdom Brunel bei seinem Entwurf der Royal Albert Bridge (erbaut 1855 bis 1859) über den Tamar bei Saltash.
1906 wurde der Bau der King Edward VII Bridge, etwa 650 m westlich der High Level Bridge, vollendet. Damit entfiel für die Züge zwischen London und Edinburgh die Notwendigkeit, in Newcastle die Fahrtrichtung zu ändern. Seitdem ist die High Level Bridge nicht länger ein Teil der East Coast Main Line. Stattdessen dient sie heute den Zügen nach Sunderland und Middlesbrough. Gelegentlich wird sie von Zügen aus London benutzt, die in die gleiche Richtung zurückkehren, da die beiden Brücken auf der Seite von Gateshead in Form einer Schleife verbunden sind. Aus diesem Grund ist das westliche Gleis über die Brücke elektrifiziert.

## Sanierung

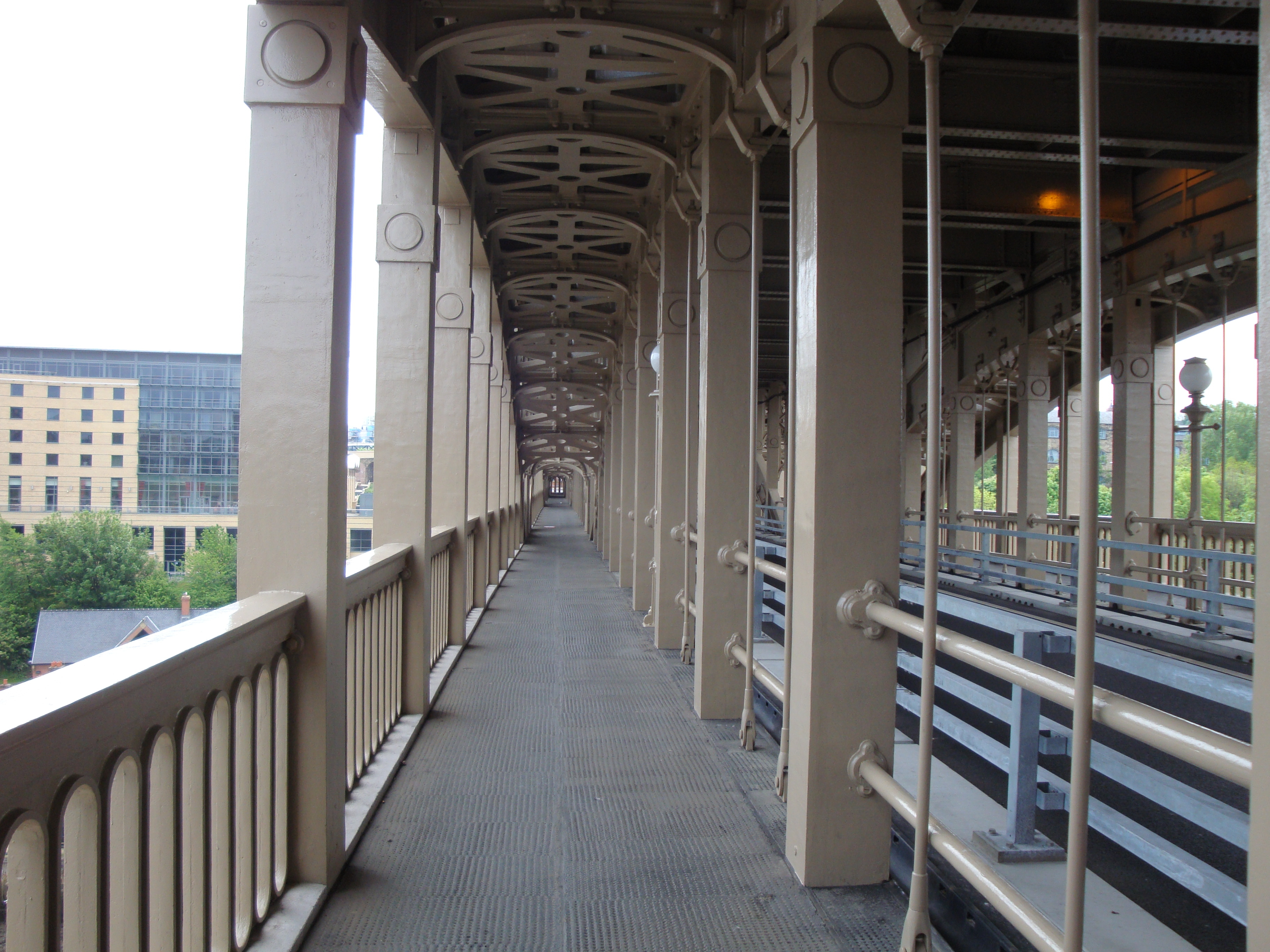
Der Fußweg nach der Sanierung (Blick nach Süden)

Um die dauerhafte Zukunft der Brücke zu sichern, wurde sie im Februar 2005 für den Straßenverkehr gesperrt. Zu den wichtigsten Instandhaltungsarbeiten zählte der Ersatz der Holzkonstruktion unter der Fahrbahn. Obwohl die Wiedereröffnung für Ende 2005 geplant war, blieb die Brücke bis zum 2. Juni 2008 geschlossen, da in einigen der eisernen Träger Risse gefunden wurden. Im März 2006 wurde auch der Fußweg über die Brücke, der eigentlich während der Sanierung offen bleiben sollte, auf Verlangen von Network Rail wegen Vandalismus und dem wachsenden Ausmaß der erforderlichen Arbeiten geschlossen. Auf beiden Seiten der Fahrbahn wurden Leitplanken eingebaut, so dass heute nur noch ein Fahrstreifen zur Verfügung steht. Heute ist die Straßenbrücke wieder für Busse und Taxis in südlicher Richtung (nach Gateshead) sowie für Fußgänger in beiden Richtungen offen.